# رحال المكاوي
رحال المكاوي سياسي وبرلماني مغربي وُلد في 19 مارس 1971 ببني عمير، وكان رئيسًا للجنة المالية والتنمية الاقتصادية بالبرلمان المغربي، وعضوًا بمجلس المستشارين في الفترة من أكتوبر 2015 وحتى يوليو 2021، وهو عضو حالي باللجنة التنفيذية لحزب الاستقلال ومسؤولًا للعلاقات الدولية ومنسقًا لجهة بني ملال - خنيفرة.

## سيرته
وُلد رحال المكاوي في 19 مارس 1971، وحصل على دبلوم هندسة الدولة من المدرسة المحمدية للمهندسين، ثُم حصل على درجة الماجستير في إدارة الأعمال من المدرسة الوطنية للجسور والطرق بباريس، ثُم نال درجة الدكتوراه في إدارة الأعمال من المدرسة الوطنية للجسور والطرق بباريس، كما حصل على الإجازة في القانون الخاص من جامعة محمد الخامس بالرباط، وحصل على شهادة المحاسبة والمالية من المعهد العالي للتجارة وإدارة الأعمال.

## مناصبه
شغل رحال المكاوي خلال الفترة ما بين عامي 2002-2007 منصب رئيس ديوان أمانة الدولة المسؤولة عن الأسرة والأطفال والأشخاص ذوي الإعااقة، وفي أكتوبر 2007 أصبح رئيسًا لديوان وزارة الصحة المغربية، وهو المنصب الذي ظل يشغله حتى مايو 2008، كما انتخب رحال المكاوي في 25 مايو 2011 رئيسًا للمجلس التنفيذي لمنظمة الصحة العالمية لمدة عام واحد.
انضم رحال المكاوي إلى المكتب التنفيذي لحزب الاستقلال في سبتمبر 2012، وأصبح مسؤولًا عن العلاقات الدولية ومنسقًا للحزب في جهة بني ملال خنيفرة، ثُم انتخب في أكتوبر 2015 كنائب بمجلس المستشارين المغربي حتى يوليو 2021، وانتخب خلال تلك الفترة رئيسا للجنة المالية والتنمية الاقتصادية بالمجلس، كما انتخب في سبتمبر 2015 ليصبح محليا بمجلس مدينة الفقيه بن صالح. وفي 19 أكتوبر 2023 انتخب رحال المكاوي رئيسا للمجلس البلدي لمدينة الفقيه بن صالح.